# Ordesa és Monte Perdido Nemzeti Park
Az Ordesa és Monte Perdido Nemzeti Park (spanyolul: Parque Nacional de Ordesa y Monte Perdido, aragónul: Parque Nacional d'Ordesa y d'as Tres Serols) az észak-spanyolországi Huesca tartomány egyik védett területe. A Franciaországgal közös Pyrénées–Mont Perdu világörökségi helyszín részét képezi.

## Leírás
A 15 696 hektáros nemzeti park Spanyolország északi részén, a Pireneusokban, Aragónia autonóm közösségben található, a francia határ mellett. Közigazgatásilag Huesca tartomány hat községének (Bielsa, Broto, Fanlo, Puértolas, Tella-Sin és Torla) területéhez tartozik. Legmagasabb pontja a Monte Perdido csúcsa, körülbelül 3350 méterrel, legalacsonyabb pontja (a Bellos folyó völgyében) 700 méterrel található a tenger szintje felett. A mészköves, karsztos területen számos látványos völgy, szikla, barlang és vízesés található.
A Monte Perdido nevű hegy Európa legnagyobb mészkőből álló hegytömbje. A körülötte elterülő tájat emberi és természeti tényezők is jelentősen befolyásolják. Egyrészt az évszázadok óta máig jelenlévő állattartás, másrészt az éghajlat és a talaj szerkezete: a magasabban fekvő részek igen szárazak, mert a csapadék- és olvadékvizek rögtön beszivárognak a sziklák közé, az alacsonyabban fekvő területeken viszont a felszínen folynak a vizek, és itt gyakoriak a zöldellő rétek és erdők. A hegyvonulat víz- és éghajlatválasztóként is szolgál: tőle északra nedves, óceáni, míg tőle délre szárazabb, mediterrán éghajlat uralkodik.
A hegyek között hosszú kanyonok és cirkuszvölgyek is megtalálhatók. Előbbiekre példa a spanyol oldalon, a nemzeti park területén elhelyezkedő Pineta-, Añisclo-, Escuaín- és Ordesa-völgy (ezek a legmélyebb kanyonok közé tartoznak Európában), míg utóbbiak már a park területén kívül, a francia oldalon leglátványosabbak.
Növényvilága igen gazdag: több mint 2000 szövetesnövény-faj fordul elő itt, köztük több endémikus, például a Ramonda myconi nevű csuporkaféle. Állatai közül említésre érdemesek például a mormoták, a zergék, a szakállas saskeselyű és a Euproctus asper nevű gőte.
A nemzeti park turisták számára egész évben ingyenesen látogatható.

## Képek

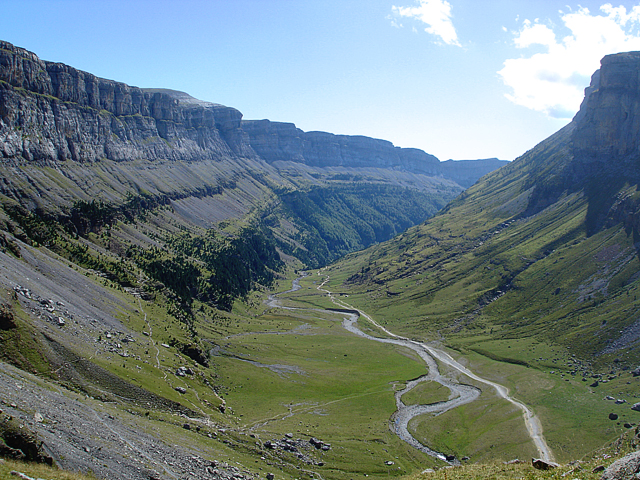
Tájkép
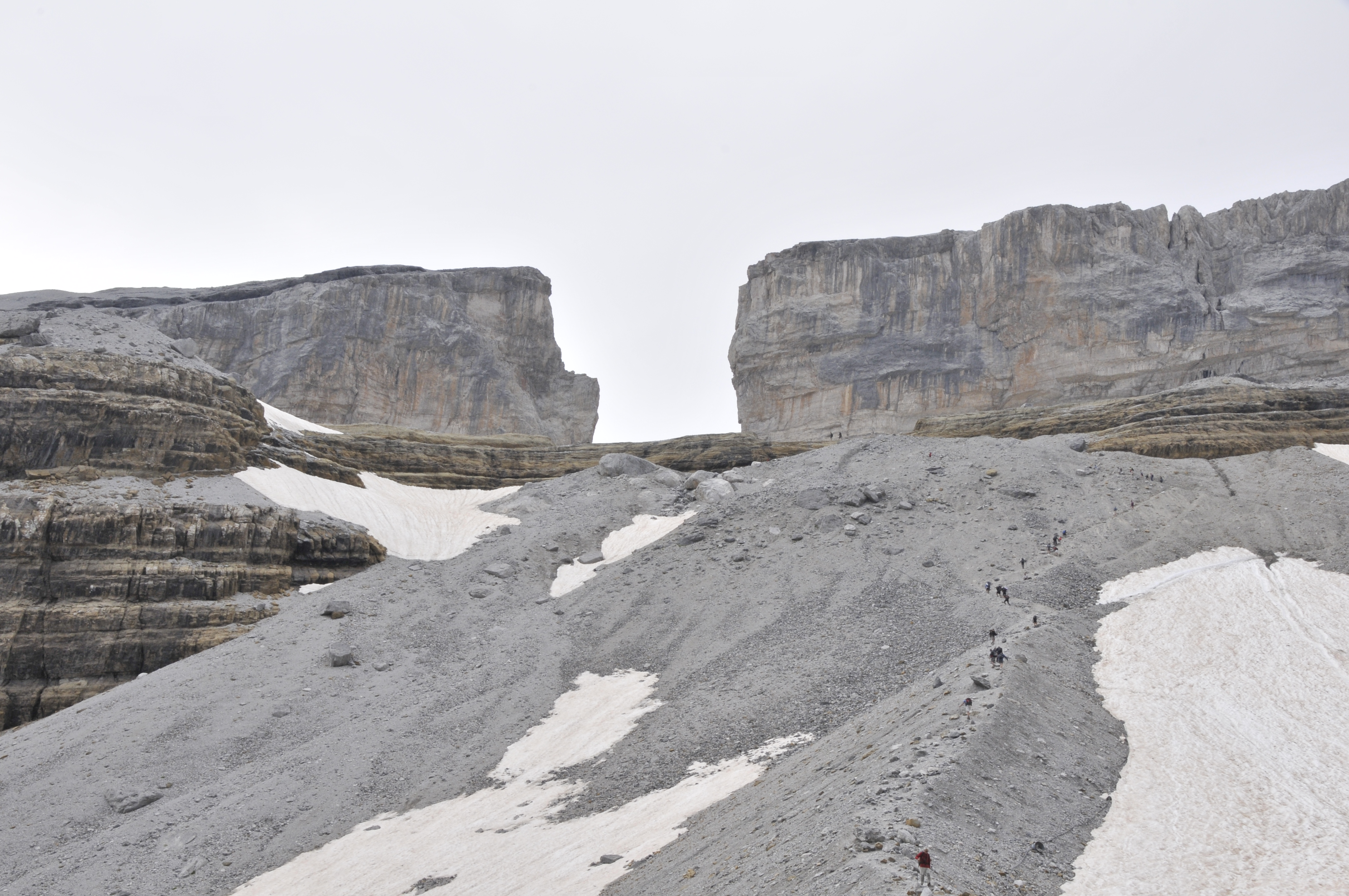
A Roland-hasadék
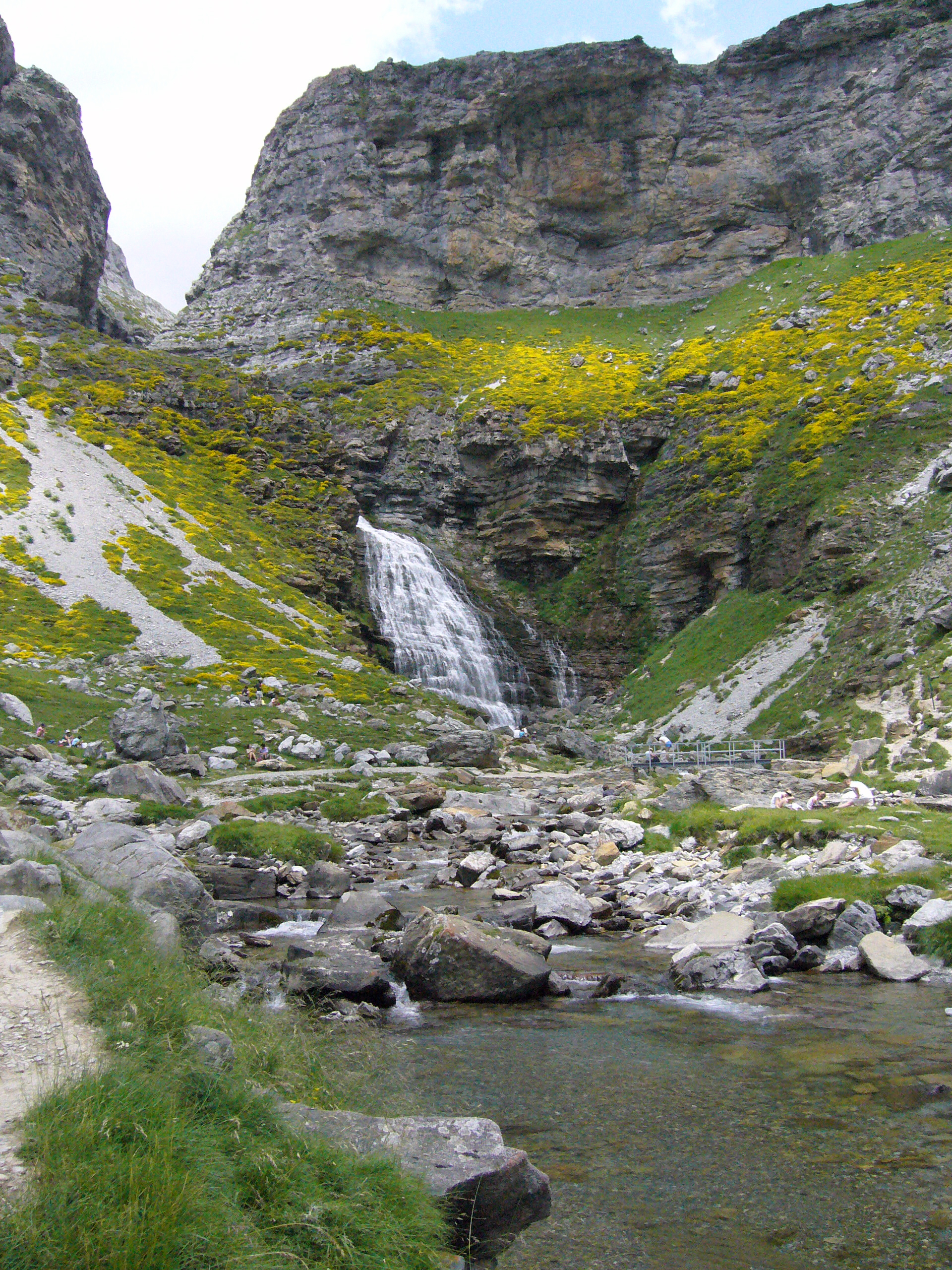
A Lófarok-vízesés
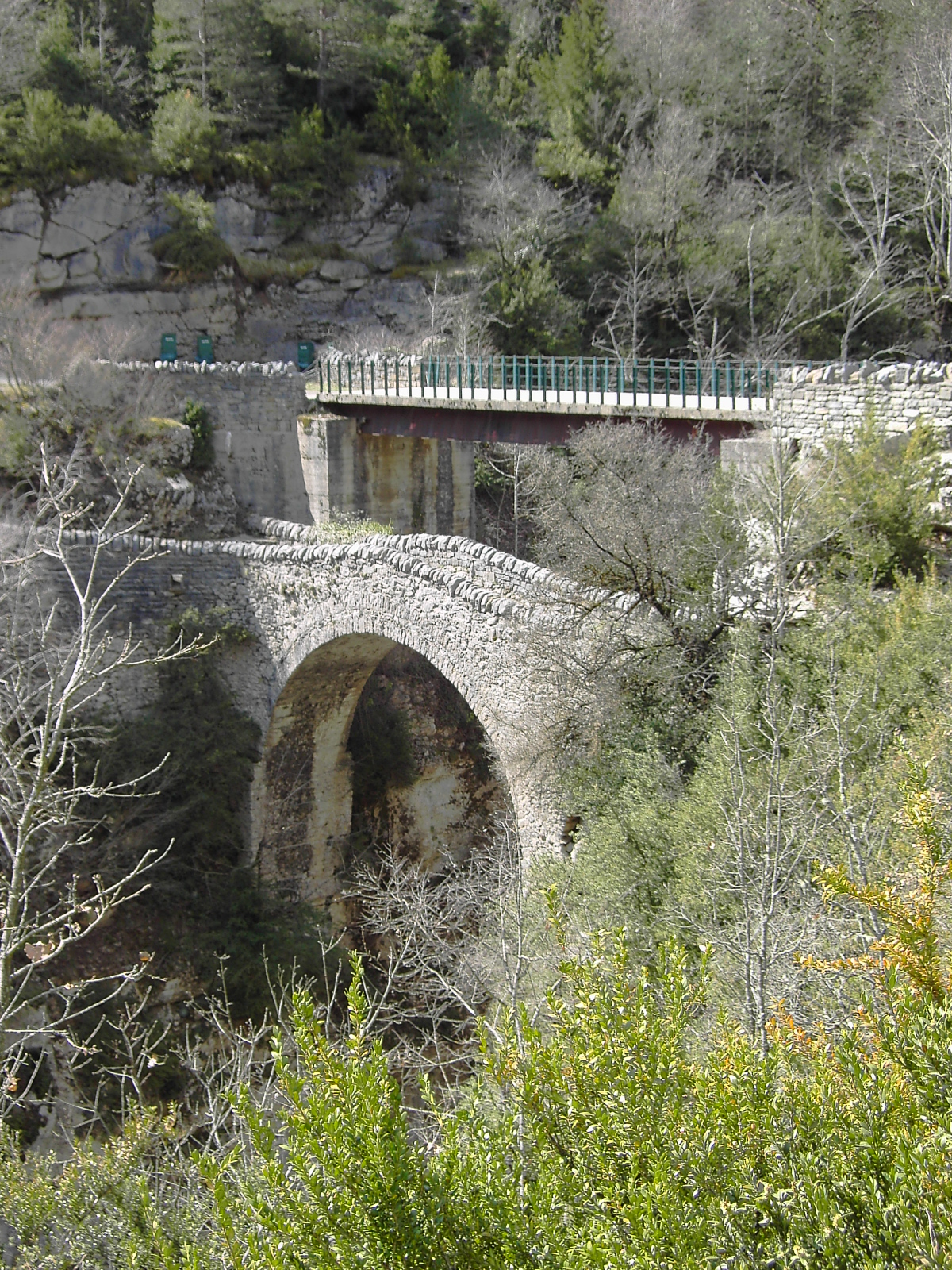
A San Urbició-i híd